# Живот духа
Живот духа (у оригиналу The Life of the Mind) је књига Хане Арент први пут објављена 1978. године. У питању је њено последње и недовршено дело. Књига разматра три основне духовне моћи: мишљење, хтење и расуђивање.